# Caryocolum petrophila
Caryocolum petrophila is een vlinder uit de familie tastermotten (Gelechiidae). De wetenschappelijke naam is voor het eerst geldig gepubliceerd in 1914 door Preissecker.
De soort komt voor in Europa.